# محوطه دربن کاو ۲
محوطه دربن کاو ۲ مربوط به دوره اشکانیان است و در شهرستان کوهدشت، بخش طرهان، دهستان طرهان، ۱ کیلومتری شمال غرب روستای اولاد نقی‌آباد واقع شده و این اثر در تاریخ ۲۶ اسفند ۱۳۸۷ با شمارهٔ ثبت ۲۶۱۶۹ به‌عنوان یکی از آثار ملی ایران به ثبت رسیده است.